# Antiblemma subcinerascens
Antiblemma subcinerascens är en fjärilsart som beskrevs av Druce. Antiblemma subcinerascens ingår i släktet Antiblemma och familjen nattflyn. Inga underarter finns listade i Catalogue of Life.